# Ion Halippa

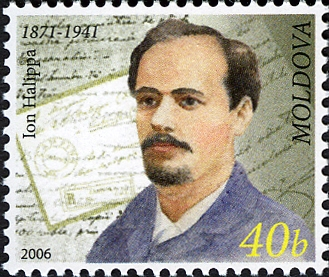
Ion Halippa

Ion Halippa (n. 4 ianuarie 1871, Cubolta – d. 25 iunie 1941) a fost un teolog, istoric, arheolog, arhivist și redactor român basarabean, frate mai mare al lui Pantelimon Halippa.
Tatăl lui Ion Halippa a fost dascălul Nicolae Halippa din satul Cubolta, judetul Soroca. Mama lui, Paraschiva, era fiica preotului din Vozdu, tot din județul Soroca. Ion Halippa a urmat școala primară din Cubolta după care, la îndemnul tatălui, școala duhovnicească din Edineț, Seminarul teologic din Chișinău și Academia teologică din Kiev. După absolvire, în 1895, s-a întors în capitala gubernială a Basarabiei fiind angajat în funcția de ajutor al inspectorului seminarului din Chișinău. Și-a adus o contribuție substanțială și în domeniul arheologiei.
Ion Halippa este autorul mai multor hărți arheologice ale Basarabiei. În calitate de șef al Comisiei Guberniale Științifice a Arhivelor din Basarabia (fondate în 1898 sub titulatura „Comisiunea savantă a arhivelor din Basarabia”), a fost coautor al lucrării monumentale în trei volume Trudi Bessarabskoi guvemskoi ucionoi arhivnoi komissii (Lucrările Comisiei Guberniale Științifice a Arhivelor din Basarabia, 1900, 1902, 1907), o compilație științifică în care date istorice despre Basarabia, aflate în arhivele rusești, au fost puse, pentru prima dată, la dispoziția cercetătorilor într-un format științific. În timpul Revoluției ruse din 1905, Ion Halippa a fost unul dintre activiștii revoluționari din Chișinău care militau pentru revenirea Basarabiei la statutul dinainte de Tratatul de la București (1812). Din acest motiv a fost deportat în Rusia în (oficial „transferat” în Novomoskovsk, regiunea Ekaterinoslav) în anii 1905-1907 și, din nou, în 1910, a fost transferat în una din guberniile din interiorul imperiului – la Berdeansk. În 1938, istoricul Ion Halippa a fost destituit din funcția de inspector școlar.
În 1940, după Ocupația sovietică a Basarabiei și Bucovinei de nord, a fost deportat din nou, de autoritățile din URSS. Deși în arhive nu se găsesc dovezi, există convingerea larg răspândită că Ion Halippa, împreună cu fiul său Constantin, au fost uciși în 1941 de NKVD, în timp ce erau internați în lagărul din Zaporijjea, Ucraina.